# بني جري
قرية بني جري هي إحدى القرى التابعة لمركز أبو حماد في محافظة الشرقية في جمهورية مصر العربية. حسب إحصاءات سنة 2006، بلغ إجمالي السكان في بني جري 12074 نسمة، منهم 6003 رجل و6071 امرأة.

## التاريخ
قرية بني جري من القرى القديمة، حيث ذكر الهمداني في كتابه «صفة جزيرة العرب» أن «لبني جرى جزائر بني جرى بأرض مصر وهي رملة بيضاء». كما ورد اسم القرية «بني جُريّ» في أعمال الشرقية ضمن قرى الروك الصلاحي التي أحصاها ابن مماتي في كتاب قوانين الدواوين. كذلك وردت بنفس الاسم في أعمال الشرقية ضمن قرى الروك الناصري التي أحصاها ابن الجيعان في كتاب «التحفة السنية بأسماء البلاد المصرية». وفي العصر العثماني ورد اسم «بني جري» في التربيع العثماني الذي أجراه الوالي العثماني سليمان باشا الخادم في عصر السلطان العثماني سليمان القانوني ضمن قرى ولاية الشرقية، وفي تاريخ 1228هـ/1813م الذي عدّ قرى مصر بعد المسح الذي قام به محمد علي باشا وردت باسم «بني جري» ضمن قرى مديرية الشرقية.